# ハルヴィル城
ハルヴィル城（ドイツ語: Schloss Hallwyl; IPA: [halˈviːl])）は、スイスで最も重要な堀のある城郭のひとつである。アールガウ州セーンゲンにあるハルウィル湖 の北端の北にあるアバッハ川に浮かぶ2つの島にある。1925年以来一般に開放されており、1994年からはアールガウ州の所有となり、アールガウ州立美術館の一部になっている。

## 歴史
城についての最初の言及は1256年である。しかしながら、本来のハルヴィル家という自由貴族のことが触れられているのが1167年からになっている。さらにはこの城が発見されたのが12世紀後半との指摘もある。ハルヴィル城は人的財産とする周囲の土地と湖の一部を所有していたハルヴィル卿一族の邸宅であった。乾いた堀がある居住施設から成り立っている。1265年、天守は拡張された。14世紀前半、乾いた水路が堀に改造された。古城天守はリア・アイランド（Rear Island）と呼ばれる堀と壁に取り囲まれた。リア・アイランドの東側では、アバッハ川に人工の島が築かれた。フロント・アイランド（Front Island）と呼ばれるこの島はカーテンウォールが装備されており、居住施設と商業ビルに占有された。1415年のスイス連邦によるアールガウ州の占領の間、この城（1369年以後はガナーベンブルグ（Ganerbenburg）として知られる）はベルン部隊により燃やされたが、直ちに再建された上で拡張された。1500年、および1579年から1590年における2つの小塔が建築された後には、広範囲に渡る全面的な改築が行われた。長期間における不履行の後、1861年、および1870年から1874年にかけて部分的にネオ・ゴシック建築に改築された。しかしながら、この計画の大部分は1914年に無効となった。
1925年、家族財団は城を維持するための取り組みを行った。1994年以降、この城はアールガウ州の所有となっている。スウェーデンの考古学者であるニルス・リトバーグが先頭に立って行われた掘削の穴と建物の調査はヴィルヘルミナ・フォン・ハルヴィル伯爵夫人のために1910年から1916年にかけて実行された。1995年から2003年にかけて、アールガウ州考古学研究所によって更なる調査が行われた。

## ギャラリー

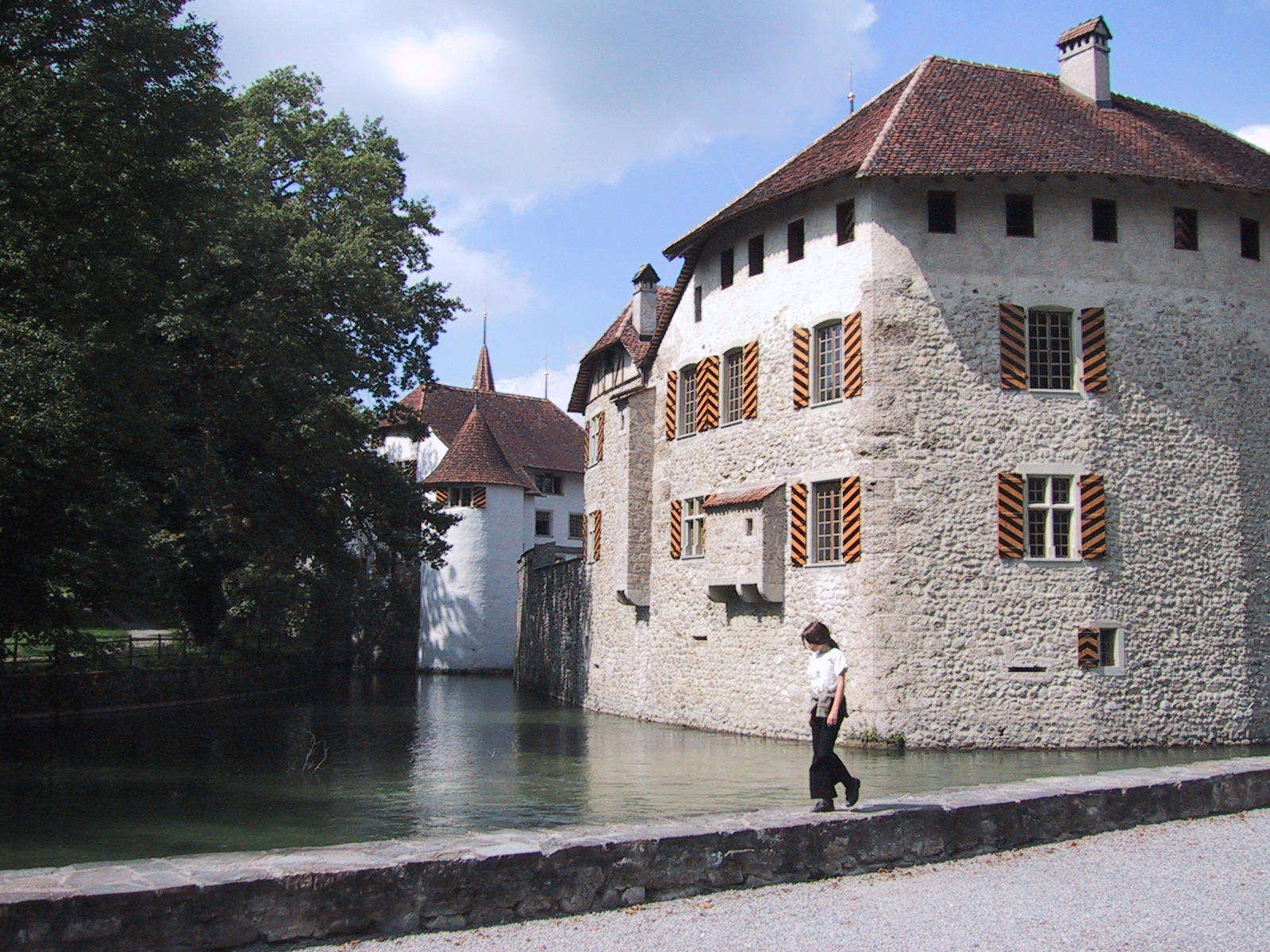
フロント・アイランドにある住宅砦
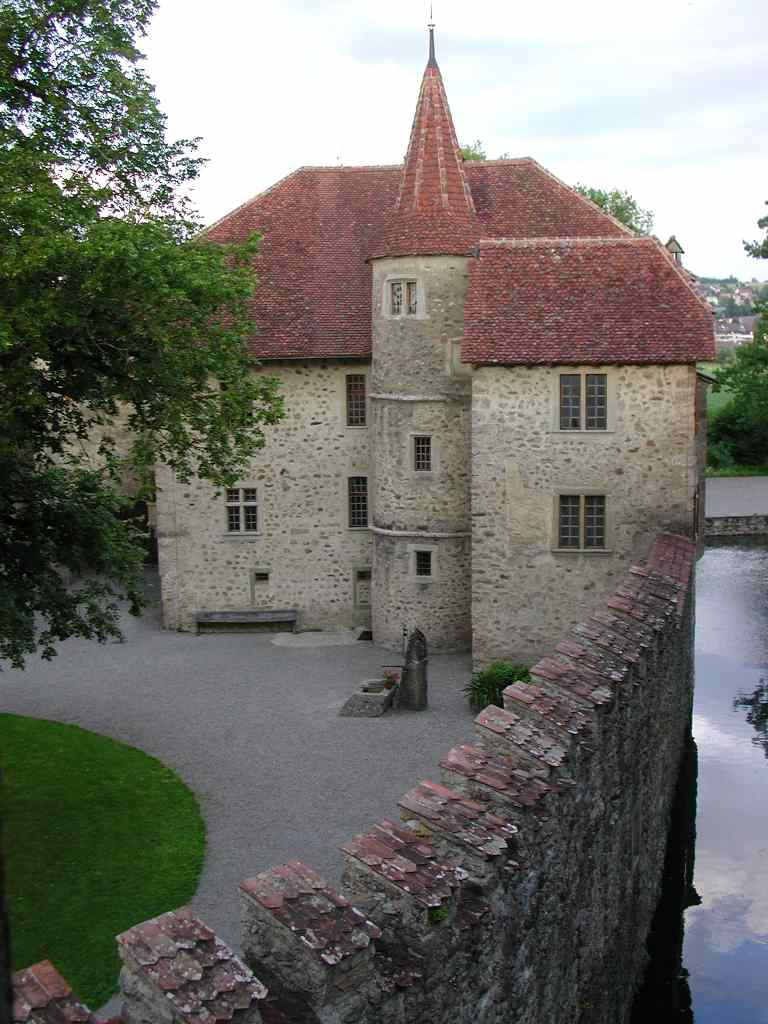
住宅砦と中庭
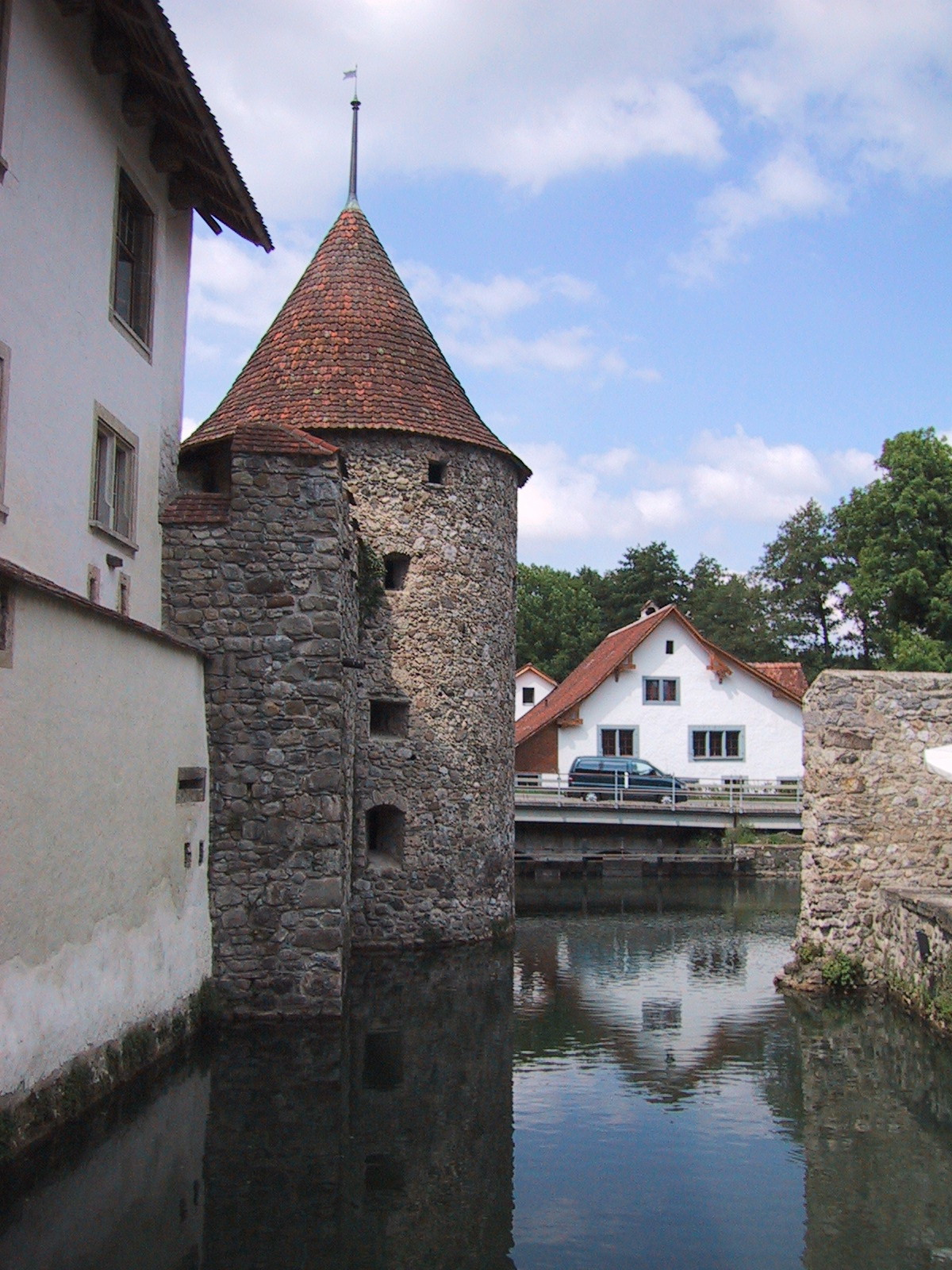
後方のヴェールストルム（Verliestrum（塔））がある天守は城の水車小屋
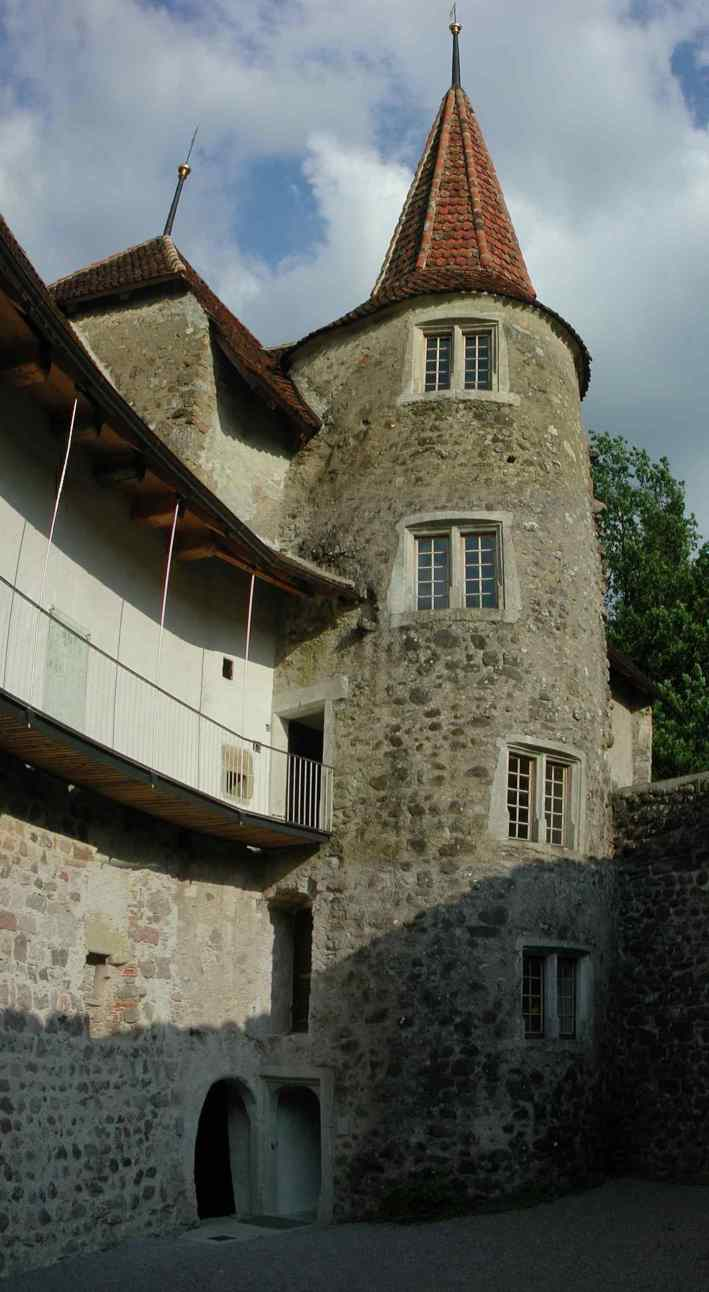
階段がある天守
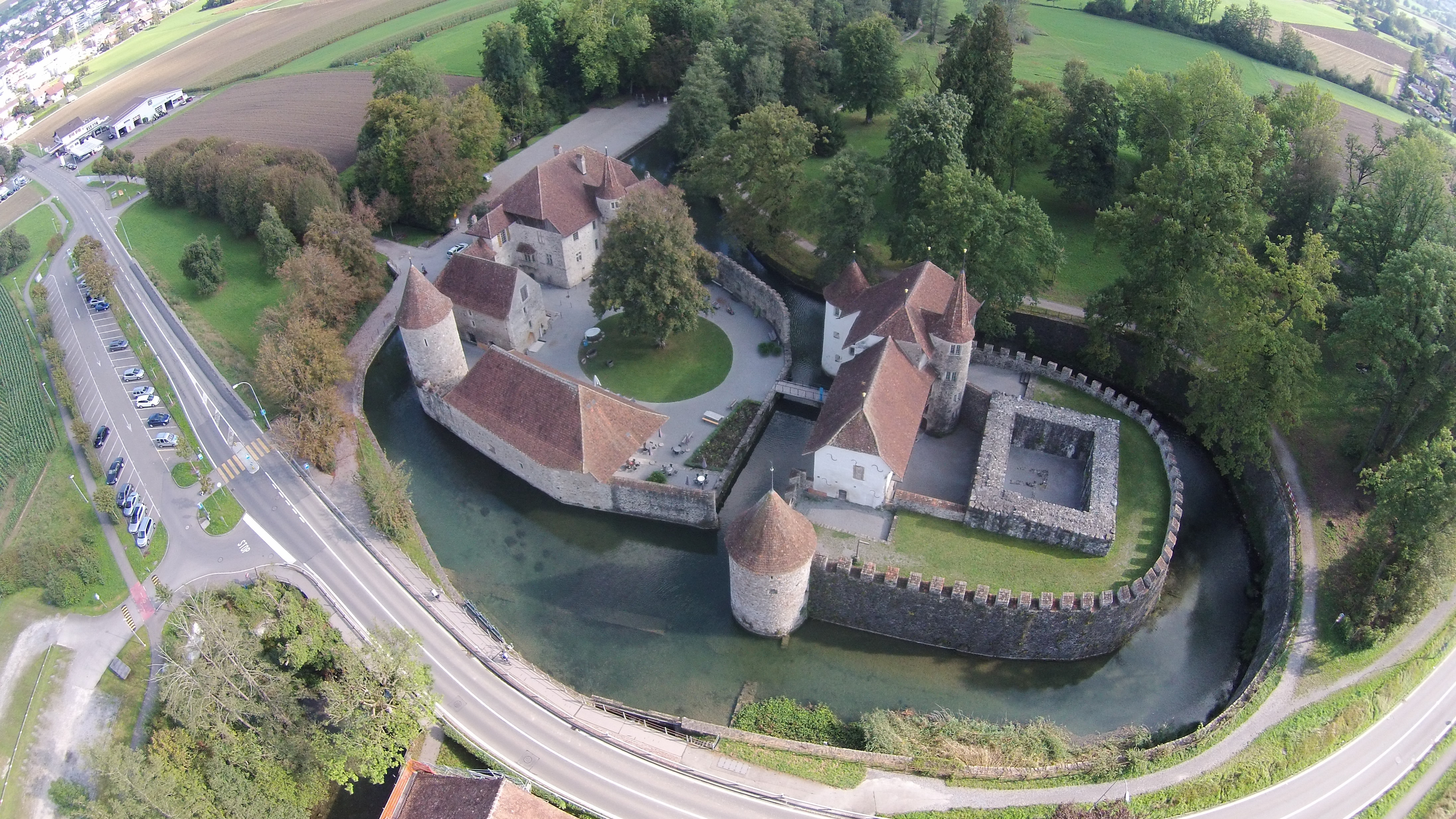
上空から見た城

## 映画
IMDbには、1971年に上映されたアーウィン・C・ディートリッヒ監督のコメディ映画『三銃士の性の冒険』（Die Sexubenteuer der drei Musketiere）の撮影地としてハルヴィル城が登録されている。